# Пам'ятки культурної спадщини Білобожницької громади
У статті наведений перелік об'єктів культурної спадщини Білобожницької громади Чортківського району Тернопільської области України.

## Пам'ятки археології
| №  | Назва                                | Дата | Адреса | Охоронний номер | Документ про взяття на облік                                                    |
| -- | ------------------------------------ | --- | --- | --------------- | ------------------------------------------------------------------------------- |
| 1  | Поселення Базар І                    | давньоруський час (ХІІ-І пол. XIV ст.) | с. Базар, 300 м на північ від села, І-ІІ надзаплавні тераси р. Джурин | 1549            | Наказ управління культури обласної державної адміністрації від 27.01.2010 № 16  |
| 2  | Могильник ґрунтовий Білий Потік І    | комарівсько-тшинецька культура (XVI – ХІІ ст. до н. е.) | с. Білий Потік, поле біля колишнього глиняного кар’єру | 594             | Рішення виконкому Тернопільської обласної ради від 22.03.1971 № 147             |
| 3  | Поселення Білий Потік ІІ             | трипільська культура (IV-кінець ІІІ тис. до н.е.) | с. Білий Потік, у східній частині села Білий Потік, урочище За Городами | 2886            | Рішення виконкому Тернопільської обласної ради від 14.07.1989 № 162             |
| 4  | Поселення Білобожниця І              | епоха бронзи – ранній залізний вік (І тис. до н. е.); давньоруський час (ХІІ – ХІІІ ст.)                                                                                                   | с. Білобожниця, південно-східні околиці села, 1,5 км на південь від залізничного переїзду, І – ІІ надзаплавні тераси лівого берега ставу                                      | 1676            | Наказ управління культури обласної державної адміністрації від 27.01.2010 № 16  |
| 5  | Поселення Буданів І                  | трипільська культура (IV-кінець ІІІ тис. до н.е.) | с. Буданів, урочище «Кремінна», північні околиці села, правий берег р. Серет                                                                                                  | 919             | Рішення виконкому Тернопільської обласної ради від 14.07.1989 № 162             |
| 6  | Поселення Буданів ІІ                 | західноподільська група скіфського часу ( ІІ пол.а VII – V (можливо IV) ст. до н. е.) | с. Буданів, урочище “Поле”, лівий берег р. Серет | 2732            | Наказ управління культури обласної державної адміністрації від 18.10.2005 № 112 |
| 7  | Поселення Буданів ІІІ                | трипільська культура (IV-кінець ІІІ тис. до н. е.) | с. Буданів, східні околици с. Вербівці, за 2,5 км. від с. Буданів, на південному схилі струмка                                                                                | 1384            | Наказ управління культури обласної державної адміністрації від 27.01.2010 № 16  |
| 8  | Поселення Буданів IV                 | трипільська культура (IV-кінець ІІІ тис. до н. е.) | с. Буданів, північно-східні околиці села, лівий берег р. Серет, навпроти колгоспного двору                                                                                    | 1557            | Наказ управління культури обласної державної адміністрації від 27.01.2010 № 16  |
| 9  | Курганна група (3 кургани) Буданів V | давньоруський час (Х-ХІІІ ст.) | с. Буданів північно-східна частина села, правий берег р. Серет | 1600            | Наказ управління культури обласної державної адміністрації від 27.01.2010 № 16  |
| 10 | Поселення Джурин І                   | давньоруський час (Х ст., ХІІ – ХІІІ ст.) | с. Джурин, 1 км на захід від с. Джурин, І-ІІ надзаплавні тераси лівого берега безіменного струмка                                                                             | 1635            | Наказ управління культури обласної державної адміністрації від 27.01.2010 № 16  |
| 11 | Поселення Джуринська-Слобідка І      | трипільська культура (IV-кінець ІІІ тис. до н. е.) – давньоруський час (Х-ХІІІ ст.) | с. Джуринська-Слобідка, 1 км. на схід від села, правий берег ставку (перед дамбою), пд.-сх. схил пагорба, урочище 10-те поле                                                  | 1246            | Наказ управління культури обласної державної адміністрації від 27.01.2010 № 16  |
| 12 | Поселення Джуринська-Слобідка ІІ     | райковецька культура (VIII – IX ст.) | с. Джуринська-Слобідка, 1,5 км. на схід від села, правий берег ставку (перед дамбою), південно-східний схил пагорба, урочище 11-те поле                                       | 1247            | Наказ управління культури обласної державної адміністрації від 27.01.2010 № 16  |
| 13 | Поселення Джуринська Слобідка ІІІ    | давньоруський час (ХІІ-ХІІІ ст.) | с. Джуринська Слобідка, 3 км на схід від села на підвищеній терасі лівого берега меліоративного каналу                                                                        | 1345            | Наказ управління культури обласної державної адміністрації від 27.01.2010 № 16  |
| 14 | Поселення Джуринська Слобідка IV     | мезоліт (IX – V тис. до н. е.), райковецька культура (VIII – IX ст.) | с. Джуринська Слобідка,3 км на схід від околиць села на привершинній частині мисоподібного пагорба, утвореного лівим берегом ставу та лівим берегом меліоративного каналу     | 1346            | Наказ управління культури обласної державної адміністрації від 27.01.2010 № 16  |
| 15 | Поселення Джуринська Слобідка V      | західно-подільська група скіфського часу ( ІІ пол.а VII – V (можливо IV) ст. до н. е.), давньоруський час (ХІІ – ХІІІ ст.)                                                                 | с. Джуринська Слобідка, 3 км на схід від околиць села на І та ІІ надзаплавних терасах невисокого мису, утвореного правим берегом меліоративного каналу та лівим берегом ставу | 1347            | Наказ управління культури обласної державної адміністрації від 27.01.2010 № 16  |
| 16 | Поселення Джуринська Слобідка VI     | давньоруський час (ХІІ – ХІІІ ст.) | с. Джуринська Слобідка, 3 км на схід від околиць села, на південно-східному схилі невеликого мису, утвореного лівим берегом меліоративного каналу                             | 1348            | Наказ управління культури обласної державної адміністрації від 27.01.2010 № 16  |
| 17 | Курган Джуринська Слобідка VII       | культура невизначена | с. Джуринська Слобідка, 1 км на північний-схід села, на вершині вододільного плато                                                                                            | 1634            | Наказ управління культури обласної державної адміністрації від 27.01.2010 № 16  |
| 18 | Поселення Джуринська Слобідка VIII   | давньоруський час (Х ст., ХІІ – ХІІІ ст.) | с. Джуринська Слобідка, південні околиці села, І – ІІ надзаплавні тераси правого берега р. Джурин                                                                             | 1647            | Наказ управління культури обласної державної адміністрації від 27.01.2010 № 16  |
| 19 | Могильник Звиняч І                   | празька культура (V-VII ст. н. е.) | с. Звиняч, урочище “Підмонастир”, лівий берег струмка, притоки р. Серет | 2889            | Наказ управління культури обласної державної адміністрації від 18.10.2005 № 112 |
| 20 | Поселення Звиняч ІІ                  | ранній залізний вік (І тис. до н. е.), празька культура (V-VII ст. н. е.) | с. Звиняч, урочище Моравщина | 2890            | Рішення виконкому Тернопільської обласної ради від 14.07.1989 № 162             |
| 21 | Поселення Калинівщина І              | трипільська культура (IV-III тис. до н.е.), бронзовий вік (кінець ІІІ-II тис. до н. е.) | с. Калинівщина, урочище “Скалка”, високий обривистий мисоподібний лівий берег р. Білий Потік,, притоки р. Серет, схили засаджені деревами, північно-східна околиця села       | 2891            | Наказ управління культури обласної державної адміністрації від 18.10.2005 № 112 |
| 22 | Могильник Косів І                    | давньоруський час (Х-ХІІІ ст.) | с. Косів, на території хутора Хом’яківка | 2900            | Наказ управління культури обласної державної адміністрації від 18.10.2005 № 112 |
| 23 | Поселення Косів ІІ                   | ранній залізний вік (І тис. до н. е.) | с. Косів, східна околиця села, на місці глиняного кар'єру | 2897            | Наказ управління культури обласної державної адміністрації від 18.10.2005 № 112 |
| 24 | Поселення Косів ІІІ                  | давньоруський час (Х-ХІІІ ст.) | с. Косів, південно-східні околиці села, лівий берег потічка Млинівка Біла | 2898            | Наказ управління культури обласної державної адміністрації від 18.10.2005 № 112 |
| 25 | Поселення Косів IV                   | давньоруський час (Х-ХІІІ ст.) | с. Косів, на території хутора Хом’яківка | 2899            | Наказ управління культури обласної державної адміністрації від 18.10.2005 № 112 |
| 26 | Поселення Ридодуби І                 | культура ноа (XIII – XI ст. до н. е.) | с. Ридодуби, 1 км на південний захід від ферми, на західному схилі привершинної частини пагорба                                                                               | 1342            | Наказ управління культури обласної державної адміністрації від 27.01.2010 № 16  |
| 27 | Поселення Ридодуби ІІ                | трипільська культура (IV-кінець ІІІ тис. до н. е.), голіградська культура (ІІІ – І тис. до н. е.), черняхівська культура (кін. ІІ- поч. V ст. н. е.), райковецька культура (VIII – IX ст.) | с. Ридодуби, 1,5 км на захід від ферми, на південному схилі мисоподібного пагорба                                                                                             | 1343            | Наказ управління культури обласної державної адміністрації від 27.01.2010 № 16  |
| 28 | Поселення Ридодуби ІІІ               | голіградська культура (ІІІ – І тис. до н. е.), черняхівська культура (кін. ІІ- поч. V ст. н. е.), райковецька культура (VIII – IX ст.)                                                     | с. Ридодуби, 2 км на захід від ферми, на південному схилі мисоподібного пагорба                                                                                               | 1344            | Наказ управління культури обласної державної адміністрації від 27.01.2010 № 16  |
| 29 | Поселення Ридодуби IV                | давньоруська культура (ХІІ – ХІІІ ст.) | с. Ридодуби, північні околиці села, або східні околиці с. Косів, на північ від хутора, лівий берег струмка                                                                    | 1896            | Наказ управління культури обласної державної адміністрації від 29.10.2012 № 149 |

## Пам'ятки архітектури
| №  | Назва                                     | Дата      | Адреса         | Охоронний номер | Документ про взяття на облік                             |
| -- | ----------------------------------------- | --------- | -------------- | --------------- | -------------------------------------------------------- |
| 1. | Костел Матері Божої Ченстоховської (мур.) | 1905 р.   | с. Білий Потік | 403             | рішення Тернопільського ОВК від 31.03.1992 р. № 30       |
| 2. | Церква св. Великомученика Григорія (мур.) | 1852 р.   | с. Буданів     | 2119            | рішення Тернопільського облвиконкому від 06.10.1994р.№44 |
| 3. | Замок (мур.)                              | XVII ст.  | с. Буданів     | 2127            | рішення Тернопільського облвиконкому від 06.10.1994р.№44 |
| 4. | Костел (мур.)                             | XIX ст.   | с. Буданів     | 217             | рішення Терн. ОВК від 05.12.1986р. № 343                 |
| 5. | Монастирські келії (мур.)                 | XVIII ст. | с. Буданів     | 218             | рішення Терн. ОВК від 05.12.1986р. № 343                 |

## Пам'ятки історії
| №  | Назва | Дата                  | Адреса                                      | Охоронний номер | Документ про взяття на облік                                                                      |
| -- | --- | --------------------- | ------------------------------------------- | --------------- | ------------------------------------------------------------------------------------------------- |
| 1  | Пам'ятний знак (хрест) на честь 50-річчя скасування панщини                                               | 1848 р.               | с. Буданів, біля церкви Святої Покрови      | 4359-Тр         | Наказ Міністерства культури України від 23.01.2012 р. № 51                                        |
| 2  | Братські могили воїнів Радянської армії. Могили воїнів Радянської армії                                   | 1954 р.               | с. Буданів, військове кладовище (44 могили) | 532             | Рішення виконкому Тернопільської обласної ради від 22.03.1971 р. № 147                            |
| 3  | Будинок, у якому були слідчі ізолятори НКВС                                                               | 1999 р.               | с. Буданів, вул. Королюка, 15, ПТУ-28       | 1820            | Наказ управління культури Тернопільської обласної державної адміністрації від 18.10.2005 р. № 112 |
| 4  | Пам’ятний знак випускникам ПТУ-28, які загинули під час війни в Афганістані                               | 1999 р.               | с. Буданів, вул. Королюка, 15, ПТУ-28       | 1821            | Наказ управління культури Тернопільської обласної державної адміністрації від 18.10.2005 р. № 112 |
| 5  | Пам’ятний знак воїнам-землякам, які загинули в роки Другої світової війни                                 | 1968 р.               | с. Буданів, центр, напроти магазину         | 533             | Рішення виконкому Тернопільської обласної ради від 22.03.1971 р. № 147                            |
| 6  | Пам’ятний знак воїнам-землякам, які загинули в роки Другої світової війни                                 | 1976 р.               | с. Базар                                    | 804             | Рішення виконкому Тернопільської обласної ради від 12.06.1978 р. № 286                            |
| 7  | Пам’ятний знак воїнам-землякам, які загинули в роки Другої світової війни                                 | 1969 р.               | с. Білобожниця                              | 806             | Рішення виконкому Тернопільської обласної ради від 22.03.1971 р. № 147                            |
| 8  | Пам’ятник лікарю професору Борисікевичу М.                                                                | 1933 р.               | с. Білобожниця                              | 807             | Рішення виконкому Тернопільської обласної ради від 22.03.1971 р. № 147                            |
| 9  | Могила Ігумнова В., л-та КДБ                                                                              | 1987 р.               | с. Білобожниця, кладовище                   | 1136            | Рішення виконкому Тернопільської обласної ради від 25.10.1988 р. № 243                            |
| 10 | Братські могили воїнів Радянської армії. Могили воїнів Радянської армії і радянських партійних активістів | 1954 р., рек. 1965 р. | с. Білобожниця, кладовище                   | 595             | Рішення виконкому Тернопільської обласної ради від 22.03.1971 р. № 147                            |
| 11 | Могила Героя Радянського Союзу Собка М.                                                                   | 1954 р.               | с. Білобожниця, кладовище                   | 595/1           | Рішення виконкому Тернопільської обласної ради від 22.03.1971 р. № 147                            |
| 12 | Могила Героя Радянського Союзу Сингаївського С.                                                           | 1965 р.               | с. Білобожниця, кладовище                   | 595/2           | Рішення виконкому Тернопільської обласної ради від 22.03.1971 р. № 147                            |
| 13 | Могила Героя Радянського Союзу Бахтіна А.                                                                 | 1987 р.               | с. Білобожниця, кладовище                   | 595/3           | Рішення виконкому Тернопільської обласної ради від 25.10.1988 р. № 243                            |
| 14 | Пам’ятний знак воїнам-землякам, які загинули в роки Другої світової війни                                 | 1968 р.               | с. Джурин                                   | 809             | Рішення виконкому Тернопільської обласної ради від 22.03.1971 р. № 147                            |
| 15 | Могила радянського партизана Подоляко В.                                                                  | 1972 р.               | с. Звиняч                                   | 811             | Рішення виконкому Тернопільської обласної ради від 12.06.1978 р. № 286                            |
| 16 | Пам’ятний знак воїнам-землякам, які загинули в роки Другої світової війни                                 | 1972 р.               | с. Звиняч                                   | 812             | Рішення виконкому Тернопільської обласної ради від 12.06.1978 р. № 286                            |
| 17 | Пам’ятний знак воїнам-землякам, які загинули в роки Другої світової війни                                 | 1981 р.               | с. Косів                                    | 895             | Рішення виконкому Тернопільської обласної ради від 25.01.1982 р. № 34                             |
| 18 | Пам'ятний знак на місці сільської хати, де загинули воїни Української Повстанської Армії (з прізвищами)   |                       | с. Палашівка                                | 1892            | Наказ управління культури Тернопільської обласної державної адміністрації від 18.10.2005 р. № 112 |
| 19 | Пам’ятний знак воїнам-землякам, які загинули в роки Другої світової війни                                 | 1985 р.               | с. Палашівка                                | 1045            | Рішення виконкому Тернопільської обласної ради від 26.08.1986 р. №250                             |
| 20 | Братська могила воїнів Української Повстанської Армії, які загинули у бою з НКВС                          |                       | с. Палашівка, кладовище                     | 1893            | Наказ управління культури Тернопільської обласної державної адміністрації від 18.10.2005 р. № 112 |
| 21 | Пам’ятний знак воїнам-землякам, які загинули в роки Другої світової війни                                 | 1969 р.               | с. Ридодуби                                 | 611             | Рішення виконкому Тернопільської обласної ради від 22.03.1971 р. № 147                            |
| 22 | Пам’ятний знак воїнам-землякам, які загинули в роки Другої світової війни                                 | 1974 р.               | с. Ромашівка                                | 815             | Рішення виконкому Тернопільської обласної ради від 12.06.1978 р. № 286                            |
| 23 | Пам’ятний знак воїнам-землякам, які загинули в роки Другої світової війни                                 | 1985 р.               | с. Скомороше                                | 1047            | Рішення виконкому Тернопільської обласної ради від 26.08.1986 р. № 250                            |

## Пам'ятки монументального мистецтва
| №  | Назва                                                               | Дата    | Адреса                                                    | Охоронний номер | Документ про взяття на облік                                                                     |
| -- | ------------------------------------------------------------------- | ------- | --------------------------------------------------------- | --------------- | ------------------------------------------------------------------------------------------------ |
| 1  | Пам’ятник українській письменниці Лесі Українці                     | 1967 р. | с. Білобожниця                                            | 907             | Рішення виконкому Тернопільської обласної ради від 22.03.1971 р. № 147                           |
| 2  | Скульптура св. Володимира                                           | 1904 р. | с. Джурин, біля церкви                                    | 3054            | Наказ управління культури Тернопільської обласної державної адміністрації від 27.01.2010 р. № 16 |
| 3  | Скульптура Матері Божої з Ісусом                                    | 1904 р. | с. Джурин, біля церкви                                    | 3052            | Наказ управління культури Тернопільської обласної державної адміністрації від 27.01.2010 р. № 16 |
| 4  | Скульптура Матері Божої з Ісусом                                    | 1911 р. | с. Джурин, біля церкви                                    | 3053            | Наказ управління культури Тернопільської обласної державної адміністрації від 27.01.2010 р. № 16 |
| 5  | Пам’ятник поету, письменнику, художнику Шевченку Тарасу Григоровичу | 1960 р. | с. Джуринська Слобідка                                    | 627             | Рішення виконкому Тернопільської обласної ради від 22.03.1971 р. № 147                           |
| 6  | Скульптура Ісуса Христа                                             |         | с. Джуринська Слобідка , біля церкви                      | 3055            | Наказ управління культури Тернопільської обласної державної адміністрації від 27.01.2010 р. № 16 |
| 7  | Скульптура архангела Михаїла                                        |         | с. Джуринська Слобідка , біля церкви                      | 3056            | Наказ управління культури Тернопільської обласної державної адміністрації від 27.01.2010 р. № 16 |
| 8  | Пам’ятник поету, письменнику, художнику Шевченку Тарасу Григоровичу | 1960 р. | с. Звиняч                                                 | 628             | Рішення виконкому Тернопільської обласної ради від 22.03.1971 р. № 147                           |
| 9  | Пам’ятник українській письменниці Лесі Українці                     | 1958 р. | с. Калинівщина (можливо біля тубдиспансеру в Білобожниці) | 624             | Рішення виконкому Тернопільської обласної ради від 22.03.1971 р. № 147                           |
| 10 | Пам’ятник поету, письменнику, художнику Шевченку Тарасу Григоровичу | 1960 р. | с. Косів                                                  | 630             | Рішення виконкому Тернопільської обласної ради від 22.03.1971 р. № 147                           |
| 11 | Пам’ятник поету, громадському діячу Франку Івану Яковичу            | 1959 р. | с. Палашівка                                              | 1003            | Рішення виконкому Тернопільської обласної ради від 22.03.1971 р. № 147                           |
| 12 | Пам’ятник поету, громадському діячу Франку Івану Яковичу            | 1959 р. | с. Полівці                                                | 634             | Рішення виконкому Тернопільської обласної ради від 22.03.1971 р. № 147                           |